# 天使攻佔曼哈頓
天使奪走曼哈頓（英語：The Angels Take Manhattan）是英國科幻電視影集異世奇人新版第七季的第五集，於2012年9月29日透過英國廣播公司第一台首播。此集為第七季第一部份的最後一集，而下一集則是2012年的聖誕節特別篇雪人。這一集由現任主編史蒂芬·莫法特編劇，並由尼克·休倫執導。

## 外部連結
- "The Angels Take Manhattan" 在 BBC《異世奇人》的主頁
- TARDIS Data Core上的相关条目： 天使攻佔曼哈頓
- "The Angels Take Manhattan" 在 異世奇人: 時間（旅行）簡史